# Avengers: Doomsday
Avengers: Doomsday (abans coneguda com The Kang Dynasty) és una futura pel·lícula de superherois estatunidenca basada en l'equip de superherois de Marvel Comics, els Venjadors. Produïda per Marvel Studios i distribuïda per Walt Disney Studios Motion Pictures.
Dues noves pel·lícules dels Venjadors, The Kang Dynasty i Secret Wars, es van anunciar el juliol de 2022 com a conclusió de la Fase Sis i "The Multiverse Saga" de l'MCU. Destin Daniel Cretton va ser contractat per dirigir The Kang Dynasty i Jonathan Majors havia de repetir el seu paper del MCU com el vilà Kang the Conqueror. Jeff Loveness es va unir a la pel·lícula com a guionista aquell setembre. El novembre de 2023, Cretton va marxar, Waldron va substituir Loveness com a escriptor, i Marvel estava considerant allunyar-se de la història de Kang, en part a causa dels problemes legals de Majors; Majors va ser acomiadat el mes següent. El retorn dels germans Russo com a directors i McFeely com a escriptor, el càsting de Robert Downey Jr. com a nou vilà Doctor Doom i el nou subtítol Doomsday es van anunciar el juliol del 2024. El rodatge està previst que comence el segon trimestre del 2025 a Londres.
Avengers: Doomsday està previst que s'estrene als Estats Units l'1 de maig de 2026, com a part de la sisena fase de l'MCU. Secret Wars s'estrenarà el 7 de maig de 2027.

## Repartiment
- Robert Downey Jr com Doctor Doom
- Chris Hemsworth com Thor
- Paul Rudd com L'Home Formiga
- Anthony Mackie com Falco
- Tom Hiddleston com Loki
- Sebastian Stan com Bucky Barnes
- Pedro Pascal com Mister Fantàstic
- Vanessa Kirby com Dona Invisible
- Joseph Quinn com Torxa Humana
- Ebon Moss-Bachrach com Cosa
- Letitia Wright com Shuri
- Wyatt Russell com U.S. Agent
- Simu Liu com Shang-Chi
- Florence Pugh com Yelena Belova
- David Harbour com Alexei Shostakov
- Lewis Pullman com Robert Reynolds
- Ian McKellen com Magneto
- Patrick Stewart com Charles Xavier
- Rebecca Romijn com Mystique
- James Marsden com Ciclop
- Alan Cumming com Nightcrawler
- Channing Tatum com Gambit
- Winston Duke com Man Ape
- Kelsey Grammer com Beast
- Hannah John-Kamen com Ghost
- Tenoch Huerta com Namor
- Danny Ramirez com Joaquín Torres

## Producció
Parlant sobre si hi hauria més pel·lícules dels Venjadors després d'Avengers: Endgame el maig del 2018, el CEO de Disney, Bob Iger, va dir que Marvel Studios planejava introduir nous personatges i franquícies a l'Univers cinematogràfic de Marvel, però això no significava necessàriament que no hi hauria una altra pel·lícula dels Venjadors en el futur, sobretot tenint en compte la popularitat de les pel·lícules anteriors. El gener de 2021, el president de Marvel Studios, Kevin Feige, va dir que "en algun moment" es faria una altra pel·lícula dels Venjadors. Parlant sobre el futur de l'MCU per a Variety el maig de 2022, Adam B. Vary va dir que "encara no hi havia cap idea d'on s'adreça la fase quatre", però va assenyalar que el multivers té un paper important en diverses de les pel·lícules i sèries i que s'havien introduït alguns mavats potencials, inclòs Kang el Conqueridor. Jonathan Majors va ser seleccionat per interpretar Kang el setembre de 2020 per a la pel·lícula de la Fase Cinc Ant-Man and the Wasp: Quantumania, però es va presentar per primera vegada com una "variant" de Kang d'altre univers anomenada He Who Remains a la primera temporada de la sèrie de Disney+ Loki, que va introduir el multivers a l'MCU. Kang va ser descrit per Michael Waldron, guionista principal de la primera temporada de Loki, com un "adversari multiversal que viatja en el temps" i el "próxim gran malvat de diverses pel·lícules" per a l'MCU.
A la Comic-Con de San Diego el juliol de 2022, Feige va anunciar les pel·lícules Avengers: The Kang Dynasty i Avengers: Secret Wars, que s'estrenarien el 2 de maig de 2025 i el 7 de novembre de 2025, respectivament. Les pel·lícules estan previstes per concloure la fase sis de l'MCU i completar "La saga del multivers", que cobreix les fases quatre, cinc i sis. "Kang Dynasty" és una història de còmic de Kurt Busiek del 2001 en què Kang viatja a través del temps per esclavitzar la humanitat, mentre que Secret Wars és el nom d'un còmic de Jim Shooter de 1984–85 i d'un còmic de Jonathan Hickman de 2015–16. Feige va comparar les pel·lícules amb Avengers: Infinity War i Endgame, que va concloure "The Infinity Saga" que agrupava les tres primeres tres fases de l'MCU. Va dir que molts dels projectes de la Fase Quatre s'havien anat construint per a la gran història de The Kang Dynasty i "La Saga del Multivers", i que això continuaria durant les Fases Cinc i Sis. També va assenyalar que el paper de Majors com a múltiples variants de Kang el va convertir en un tipus de malvat diferent del principal antagonista de la "Infinity Saga", Thanos, i va dir que no hi havia "l'espatlla de ningú sobre les quals preferiria posar la Saga del Multivers que la seva". Feige va afegir que els germans Russo no tornarien com a directors després d'Infinity War i Endgame, malgrat que anteriorment havien expressat interès a fer una pel·lícula de Secret Wars. Poc després es va revelar que Destin Daniel Cretton dirigiria The Kang Dynasty. Cretton havia dirigit Shang-Chi and the Legend of the Ten Rings per a Marvel Studios, i va signar un acord global amb ells el desembre de 2021 que incloïa la direcció d'una seqüela d'aquesta pel·lícula i el desenvolupament d'una sèrie de Wonder Man per a Disney+. Al setembre, es va revelar que l'escriptor d'Ant-Man and the Wasp: Quantumania (2023), Jeff Loveness, estava escrivint el guió. Cretton va deixar de la pel·lícula el novembre de 2023, quan Michael Waldron va ser contractat per reemplaçar Loveness com a escriptor, després d'haver exercit anteriorment com a guionista principal per a la primera temporada de Loki (2021) i escriptor de Doctor Strange in the Multiverse of Madness (2022). Jonathan Majors havia de repetir el seu paper de Kang the Conqueror a The Kang Dynasty abans de ser acomiadat el desembre de 2023, quan Marvel es referia internament a la pel·lícula com a  Avengers 5.
Mentre completava el seu treball com a director de la pel·lícula Deadpool & Wolverine (2024) per a Marvel Studios, a Shawn Levy se li va demanar en silenci que dirigís Avengers 5 a mitjans de març de 2024. Va rebutjar l'oferta per problemes de programació amb el seu paper com a director i productor executiu de la cinquena temporada de Stranger Things (2025) que el mantindria ocupat fins a l'any següent. A l'abril, es va informar que el rodatge començaria a principis de 2025, després que Marvel Studios retardés el programa de producció de la pel·lícula uns quants mesos. A principis de maig, l'estudi s'havia acostat a Downey per retratar a Victor von Doom / Doctor Doom; havia fet una audició per al paper a la pel·lícula Fantastic Four de 20th Century Fox (2005), on finalment va ser triat Julian McMahon. Feige volia que Downey tornés a la franquícia i ho havia discutit amb ell un any abans. L'estudi va fer repetides ofertes a l'actor, però Downey les va rebutjar i va dir que només tornaria si els germans Russo també tornaven com a directors.
A la Comic-Con de San Diego a finals de juliol de 2024, es va confirmar que els germans Russo dirigirien les dues següents pel·lícules dels Venjadors i van dir que la història de Secret Wars els havia convençut de tornar després d'haver estat "desgastats creativament" per les seves pel·lícules anteriors de MCU. Els directors van revelar que Avengers 5 ara es titulava Avengers: Doomsday i comptaria amb el Doctor Doom, que consideraven que havia de fer justícia a la història de Secret Wars. Es va anunciar el càsting de Downey com Doom per a ambdues pel·lícules. En discutir el canvi de fer d'Iron Man a ser elegit com el Doctor Doom, Downey va dir que li agradava retratar personatges complexos i va descriure el paper com "nova màscara, mateixa tasca". La reunió de Marvel Studios, Downey i els germans Russo va ser considerada pels experts de la indústria com un retorn al que havia funcionat en el passat i una "combinació perfecta del temps i tothom en la mateixa pàgina".
El rodatge està programat per començar el segon trimestre de 2025 a Londres, sota el títol de treball Apple Pie 1. Originalment s'esperava que el rodatge comencés el 2024, abans de diversos retards en la producció i de l'acomiadament de Majors.
L'abril de 2024, Alan Silvestri va indicar que podria estar component la música per a un proper projecte MCU després de fer-ho anteriorment per a Infinity War, Endgame i altres pel·lícules de MCU. Aquell juliol, es va confirmar que tornaria com a compositor tant de Doomsday com de Secret Wars.
Doomsday s'estrenarà l'1 de Maig de 2026.